# Evgenia Hahina
Evgenia Hahina (né le 19 novembre 1981) est une fondeuse russe.

## Carrière
Durant la saison 2003-2004, elle monte sur trois podiums en Coupe du monde dont en individuel, terminant troisième du sprint libre de Düsseldorf à l'occasion de sa première course à ce niveau.

## Palmarès

### Coupe du monde
- Meilleur classement général : 47e en 2004.
- 1 podium individuel : 1 troisième place.
- 2 podiums par équipes : 2 troisièmes places.